# Mohamed Djama Elabeh
Mohamed Djama Elabeh est un homme politique djiboutien, né à Dikhil en 1940 et mort à Djibouti le 26 novembre 1996.

## Biographie

### Avant l'indépendance
Fils d'un commerçant, Mohamed Djama est membre de la Chambre de commerce de Djibouti à partir de 1963. En 1968, il est élu à l'Assemblée territoriale du Territoire français des Afars et des Issas sur les listes d'Ali Aref Bourhan. Réélu en 1973, il est nommé ministre de la Fonction publique.
Il dirige la délégation du gouvernement local  du TFAI à Kampala pour une conférence sur l'avenir du territoire.[Quand ?] Dans un discours devant l'OUA, Mohamed Djama Elabeh demande une indépendance inconditionnelle et immédiate.[réf. nécessaire] En 1975, l'OUA décide l'envoi d'un comité à Djibouti, qui s'y rend en mai 1976.
Mohamed Djama Elabeh participe à la création de l'Union nationale pour l'indépendance (UNI) le 30 novembre 1975, proche d'Ali Aref Bourhan et sous l'impulsion de Omar Farah Iltireh, député à l'Assemblée nationale.[réf. nécessaire]

### Après l'indépendance
A l'indépendance en juin 1977, il est élu à la nouvelle Assemblée nationale, puis nommé ministre du Commerce et de l'Industrie en février 1978. Il est ensuite ministre de l'Education, puis des Finances et enfin de la Santé publique.
Après le début de la guerre civile en 1991, il démissionne du gouvernement le 14 janvier 1991 et crée le Parti du Renouveau Démocratique (PRD), rapidement légalisé. Il est candidat à l'élection présidentielle de 1993, où il obtient 22 % des suffrages.